# Artiom Faljan
Artiom Grigorjewicz Faljan, ros. Артём Григорьевич Фальян, orm. Արտյոմ Գրիգորի Ֆալյան (ur. 27 grudnia 1919 w Baku, DR Azerbejdżanu, zm. 24 września 1977 w Leningradzie, Rosyjska FSRR) – radziecki piłkarz pochodzenia ormiańskiego, grający na pozycji pomocnika, trener piłkarski.

## Kariera piłkarska

### Kariera klubowa
W 1939 rozpoczął karierę piłkarską w klubie Dinamo Baku. W 1946 razem z innymi piłkarzami z Baku został zaproszony do Spartaka Erywań, jednak po trzech miesiącach powrócił do Baku. Latem 1946 został piłkarzem Nieftanika Baku, w którym występował do 1949.

## Kariera trenerska
W 1950 roku rozpoczął pracę szkoleniowca. W latach 1950–1954 trenował dzieci w szkole Dinamo Baku, od 1956 do 1959 roku pomagał trenować ODO Baku. Od 1960 do marca 1964 pracował jako trener szkolenia młodych zawodników w Nieftaniku Baku. W 1961 roku Nieftanik pod kierownictwem Faljana zajął drugie miejsce w ogólnoradzieckich zawodach dla młodzieży, a w 1962 roku był trzecim.
W kwietniu 1964 został mianowany na stanowisko starszego trenera Cemienta Noworosyjsk. Od 1965 do 1967 trenował Ararat Erywań, a w 1968 stał na czele Zenitu Leningrad. Od lipca 1970 do czerwca 1971 prowadził Szachtar Donieck, a w 1972 Ałgę Frunze. Potem trenował kluby Kajrat Ałmaty i Amudarja Nukus.
Zmarł 24 września 1977 w Leningradzie i został pochowany na tamtejszym Cmentarzu Bolszeochtinskim.

## Sukcesy i odznaczenia

### Sukcesy trenerskie
- mistrz Pierwoj ligi ZSRR: 1965

### Odznaczenia
- tytuł Zasłużonego Trenera Sportu ZSRR: 1967